# Román Jori
Román Jori y Llobet (Barcelona, 1877 – Barcelona, 1921) fue un periodista y pintor español.

## Biografía
Más que como pintor, Jori se movió en el campo del periodismo y de la crítica de arte. Después de haber dirigido La Lucha —órgano gerundense— pasó a La Publicidad y a El Liberal, diario este último que acabaría por dirigir (1916). Trabajó como crítico de arte en la revista Vell i Nou, también dirigida por él, y fue uno de los mentores de otra revista, Iberia. En tiempos de la Mancomunidad de Cataluña, fue secretario de la Escola de Bells Oficis y organizó, junto con Ignasi Mallol, la primera exposición del pintor Francisco Gimeno en las Galerías Dalmau. También escribió una monografía sobre el escultor Josep Clarà.
Durante la Primera Guerra Mundial, fue partidario de los aliados, visitó el frente francés y publicó diversas crónicas que reunió en el libro Voces de guerra (1916). Colaboró en la revista aliadófila, Iberia, y fue condecorado por el mariscal Joffre con la Legión de honor francesa.